# 출판 후 논문

SHERPA/RoMEO에 따라 오픈 액세스 공유 권한이 있는 학술 저널 기사(프리프린트, 포스트프린트, 출판)에 대한 일반적인 출판 워크 플로우

출판 후 논문 또는 포스트프린트(영어: postprint)는 동료평가를 거쳐 출판 승인을 받은 후 저널에서 조판하고 형식을 지정하기 전의 연구 저널 기사의 디지털 초안이다.

## 같이 보기
- 기사 (저널리즘)
- 학술지
- 출판
- 학술 출판(academic publishing)
- 출판 전 논문(preprint)
- 셀프 아카이빙(self-archiving)